# Nam Điền, Nam Trực
Nam Điền là một xã thuộc huyện Nam Trực, tỉnh Nam Định, Việt Nam.

## Địa lý
Xã Nam Điền có diện tích 18,69 km², dân số năm 2022 là 26.740 người, mật độ dân số đạt 1.430 người/km².

## Lịch sử
Ngày 23 tháng 7 năm 2024, Ủy ban Thường vụ Quốc hội ban hành Nghị quyết số 1104/NQ-UBTVQH15 về việc sắp xếp đơn vị hành chính cấp huyện, cấp xã trên địa bàn tỉnh Nam Định (nghị quyết có hiệu lực từ ngày 1 tháng 9 năm 2024).